# Willem Maurits van Nassau
Willem Maurits van Nassau (Breda, 1 juni 1603 – Leiden, 22 november 1638) jonker van Nassau, heer van Grimhuizen en ritmeester in staatse dienst. Hij was een zoon van Justinus van Nassau (1559-1631) (de buitenechtelijke zoon van Willem van Oranje) en Anna van Mérode (1567–1634). Anna was de dochter van Jan IX van Merode-Pietersheim vrijheer van Pietersheim, graaf van Olen, heer van Perwijs en Duffel (1535–1601) en Margaretha van Pallant.

## Huwelijk en kinderen
Hij trouwde op 13 september 1631 te 's Gravenhage met Maria van Aerssen van Sommelsdijk, overleden op 9 oktober 1641. Zij was een dochter van François van Aerssen heer van Sommelsdijk en Petronella van Borre. Uit dit huwelijk zijn geboren:
- Justinus II van Nassau, Jonker van Nassau heer van Grimhuizen (gedoopt Den Haag, 23 januari 1633 – 2 oktober 1658). Stierf ongehuwd en kinderloos.
- Justina van Nassau, (gedoopt Den Haag, 4 maart 1635 – 1721). Zij trouwde op 27 oktober 1652 met George van Cats (1632 – na 1676) heer van Cats, Coulster en Schagen
- Anna Justina van Nassau, (gedoopt Den Haag, 5 juli 1638 – Den Haag, 3 juni 1721). Zij trouwde op 2 maart 1659 met Willem Adriaan II van Horne graaf van Horne, baron van Kessel en heer van Batenburg (Kessel, 1633 – 4 maart 1694). Hij was een zoon van Johan Belgicus graaf van Horne en baron van Kessel en Batenburg (Kessel, circa 1606–) en Johanna van Bronckhorst-Batenburg-Steyn vrouwe van Batenburg van 1659 tot 1676 (1602 – Batenburg, 1676).

- International Standard Name Identifier: 0000 0004 2303 4369
- Nederlandse Thesaurus van Auteursnamen: 353717517
- Virtual International Authority File: 305799836
- WorldCat: E39PBJvhtd7PvCdm93h6mDMVmd